# Ćele kula
Ćele kula (Věž lebek) je stavba nacházející se na nišském předměstí Medijana. Byla postavena v roce 1809. Turecký místodržitel Hurşid Paša po Čegarské bitvě přikázal vybudovat tři metry vysokou věž (základnu tvořil obdélník o rozměrech 4×4,5 m) a zazdít do ní jako výstrahu místním obyvatelům lebky 952 padlých Srbů (kůže byla z lebek stažena, vycpána slámou a hlavy se poslaly do Cařihradu jako důkaz vítězství). O věži se zmiňuje francouzský spisovatel Alphonse de Lamartine ve svém cestopisu z Balkánu. V roce 1878, kdy se Niš stala součástí Srbska, padlo rozhodnutí věž (která už byla značně zchátralá a většina lebek se z ní ztratila) zachovat jako památku na dobu turecké nadvlády. Byla vyhlášena sbírka a z jejího výtěžku byla v roce 1892 nad věží postavena kaple podle projektu Dimitrije Leka. Ćele kula je chráněna srbským státem jako kulturní památka mimořádného významu, ročně ji zhlédne nejméně třicet tisíc návštěvníků. Ve zdech se zachovalo 54 lebek, jedna lebka, údajně patřící vůdci povstání Stevanu Sinđelićovi, je umístěna ve zvláštní vitríně.